# 巴拉比奥
巴拉比奥（義大利語：Ballabio），是意大利莱科省的一个市镇。总面积14平方公里，人口3937人，人口密度281.2人/平方公里（2009年）。国家统计（ISTAT）代码为097004。